# Wjatscheslaw Grigorjewitsch Kurennoi
Wjatscheslaw Grigorjewitsch Kurennoi (russisch Вячеслав Григорьевич Куренной; * 10. Dezember 1932 in Moskau; † 23. Dezember 1992 ebenda) war ein sowjetischer Wasserballspieler. Bei Olympischen Spielen gewann er eine Silber- und eine Bronzemedaille. Bei Europameisterschaften war er mit der sowjetischen Nationalmannschaft einmal Dritter, eine weitere Bronzemedaille bei Europameisterschaften erhielt er als Schwimmer.

## Sportliche Karriere
Der 1,78 Meter große Kurennoi trat bei den Europameisterschaften 1954 in Turin im Freistilschwimmen an. Die 4-mal-200-Meter-Freistilstaffel der Sowjetunion mit Nikolai Suchorukow, Wjatscheslaw Kurennoi, Juri Abowjan und Lew Balandin erkämpfte die Bronzemedaille hinter den Ungarn und den Franzosen.
Bei den Olympischen Spielen 1956 in Melbourne trat Kurennoi mit der Wasserballnationalmannschaft an. Er war in allen sieben Spielen dabei und warf insgesamt drei Tore. Kurennoi wirkte auch im Blutspiel von Melbourne gegen die ungarische Mannschaft mit, das die sowjetische Mannschaft mit 0:4 verlor. Mit dem abschließenden 6:4-Sieg über die deutsche Mannschaft sicherte sich die sowjetische Mannschaft den dritten Platz hinter den Ungarn und den Jugoslawen. Zwei Jahre später war Budapest Austragungsort der Wasserball-Europameisterschaft 1958. Wie in Melbourne siegten die Ungarn vor den Jugoslawen und dem Team aus der Sowjetunion. Bei gleicher Punktzahl mit den Jugoslawen und den Italienern entschied die bessere Tordifferenz über die Platzierungen hinter den Ungarn. Bei den Olympischen Spielen 1960 in Rom warf Kurennoi in den ersten drei Spielen jeweils drei Tore, danach warf er keines mehr. Nach den drei Siegen in der Vorrunde unterlag die Mannschaft in der Zwischenrunde gegen die Italiener. Durch ein Unentschieden gegen die Ungarn und einen Sieg über Jugoslawien erhielt die sowjetische Mannschaft die Silbermedaille hinter den Italienern und vor den Ungarn.